# Fietssnelweg F13
De fietssnelweg F13 (ook fietsostrade F13 genoemd) is een fietssnelweg tussen Antwerpen en Boom. Het geplande traject is 18 kilometer lang en is anno 2020 voor meer dan de helft gerealiseerd.

## Geschiedenis
De F13 maakt deel uit van het in 2016 geplande netwerk van fietssnelwegen in Vlaanderen. Anno 2020 was de helft van het tracé aangelegd.

## Traject

### Antwerpen - Hoboken - Hemiksem - Niel
In Hoboken is in 2021-2022 de bestaande Krugerbrug afgebroken. De nieuwe brug is op 21 april 2023 officieel geopend, en kan enkel gebruikt worden door voetgangers en fietsers.
Vanaf daar tot Hemiksem volgt de fietssnelweg spoorlijn 52. Het Jef Van Lindenfietspad langs de spoorweg is in 2013 door een krant uitgeroepen tot beste fietsweg in de regio. In 2017 kreeg het een nieuwe asfaltlaag.
Naast Fort 8 begon Lantis in mei 2022 met de aanleg van een nieuw fietspad, eveneens langs de spoorlijn.
In Hemiksem splitst de F13 af en volgt hij de Schelde voor enkele kilometers. Daarna zal hij de oude spoorlijn volgen van de voormalige Elektriciteitscentrale Interescaut.

### Niel - Boom
In Niel komt de fietssnelweg dan terug bij de bestaande spoorlijn 52, en volgt die tot in Boom. In Boom sluit de F13 aan op de F17 naar Lier, de F19 naar Dendermonde en de F28, die het traject van de F13 vervolgt tot in Brussel. Ook de F23 vertrekt hier en gaat naar Brussel, maar via Vilvoorde.